# William Ross Ashby
William Ross Ashby (Londres, 6 de setembro de 1903 — 15 de novembro de 1972) foi um médico neurologista inglês, que em 1951 criou o primeiro homeostato, um dispositivo eletrônico auto-regulado por retroalimentação.
Entre 1946 e 1953 integrou o grupo reunido sob o nome de Macy Conferences, contribuindo para a consolidação da teoria cibernética junto com outros cientistas renomados: Arturo Rosenblueth, Gregory Bateson, Heinz von Foerster, John von Neumann, Julian Bigelow, Kurt Lewin, Lawrence Kubie, Lawrence K. Frank, Leonard J. Savage, Margaret Mead, Molly Harrower, Norbert Wiener, Paul Lazarsfeld, Ralph W. Gerard, Walter Pitts e Warren McCulloch; além de Claude Shannon, Erik Erikson e Max Delbrück.